# Naturschutzgebiet Mausenloch
Das Naturschutzgebiet Mausenloch mit einer Größe von 5,6 ha liegt nördlich vom Industriegebiet Lehmbach in Hallenberg. Es wurde am 15. September 2004 mit dem Landschaftsplan Hallenberg durch den Hochsauerlandkreis als Naturschutzgebiet (NSG) ausgewiesen. Es besteht aus drei Teilflächen.

## Gebietsbeschreibung
Das NSG besteht aus Grünlandbrachen. Im Gebiet gibt es zahlreiche Gebüsche wo neben anderen Arten der Neuntöter brütet.

## Pflanzenarten im NSG
Vom Landesamt für Natur, Umwelt und Verbraucherschutz Nordrhein-Westfalen dokumentierte Pflanzenarten im Gebiet: Acker-Hornkraut, Acker-Löwenmaul, Acker-Witwenblume, Besenginster, Echtes Labkraut, Gezähnter Feldsalat, Gras-Sternmiere, Harzer Labkraut, Kleiner Knöterich, Kleiner Sauerampfer, Kleines Habichtskraut, Knolliger Hahnenfuß, Kornblume, Saat-Hohlzahn, Saat-Mohn und Salbei-Gamander.

## Schutzzweck
Das NSG soll das Grünland mit seinem Arteninventar schützen. Zur Erhaltung und Entwicklung von Lebensgemeinschaften und Lebensstätten wildlebender, teils gefährdeter Arten, von Tier- und Pflanzenarten beizutragen. Wie bei allen Naturschutzgebieten in Deutschland wurde in der Schutzausweisung darauf hingewiesen, dass das Gebiet „wegen der Seltenheit, besonderen Eigenart und Schönheit des Gebietes“ als Naturschutzgebiet ausgewiesen wurde. Laut der NSG-Ausweisung wurde das Gebiet auch ausgewiesen, um zur Sicherung des ökologischen Netzes Natura 2000 der Europäischen Union im Sinne der Fauna-Flora-Habitat-Richtlinie beizutragen.